# البحرين (الملاح)

تعديل مصدري - تعديل

البحرين هي إحدى قرى عزلة الملاح بمديرية الملاح التابعة لمحافظة لحج، بلغ تعداد سكانها 60 نسمة حسب تعداد اليمن لعام 2004.